# Прусские хоругви

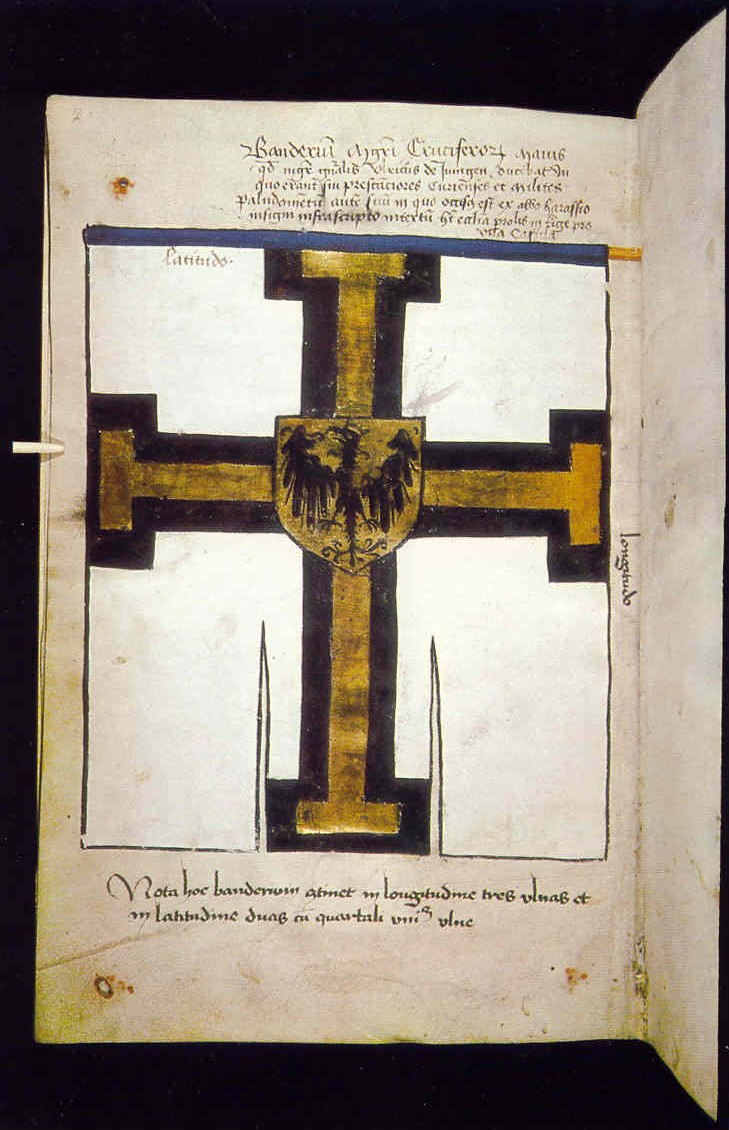
Описание прусских хоругвей

Прусские хоругви (лат. Banderia Prutenorum) — описание рыцарских хоругвей (штандартов) с приведением их изображений, составленное Яном Длугошем. Сохранилось в автографе.

## Работа Длугоша и рыцарские хоругви
Ян Длугош в 1448 году составил описание 56 прусских хоругвей на латинском языке, изображения которых были сделаны краковским художником Станиславом Дюринком. Из 56 хоругвей было добыто 51 при битве под Грюнвальдом, один под Короновым (обе битвы произошли в 1410 году) и четыре при битве под Домпками в 1431 году с Тевтонским орденом. Хоругви находились во времена Длугоша на вавельской кафедре в усыпальнице Святого Станислава, однако позже, при Мартине Бельском, они пропали без следа.

## Издания
- Banderia Prutenorum oder die Fahnen des Deutschen Ordens und seiner Verbündeten, welche in Schlachten und Gefechten des 15. Jahrhunderts eine Beute der Polen wurden / Abb. F.A. Vossberg. — Berlin, 1849.
- Jana Długosza Banderia Prutenorum / Wyd. K. Górski. — Warszawa, 1958.
- Ekdahl S. Die «Banderia Prutenorum» des Jan Dlugosz — eine Quelle zur Schlacht bei Tannenberg 1410 / Untersuchungen zu Aufbau, Entstehung und Quellenwert der Handschrift. — Göttingen, 1976.

### Переводы на русский язык
- Прусские хоругви в переводе И. Дьяконова на сайте Восточная литература